# 費米研究所 (頻道)
费米研究所（日语：／）是以为中心制作的漫画動画YouTube频道漫画动画的题材有各种小知识、杂学、日常疑问、时事段子等。 。于2021年7月16日更新停止。

## 发展历史
其管理员永戸リョウ，在大学毕业后作以公司职员身份工作了2年左右离职。之后以作曲家为目标开始活动，但1年就挫折。 那之后为今后的前途而烦恼的时候，他看到了YouTuber频道“megumi sakaue”的视频，觉得做YouTube创作者的生活方式很有魅力，就开设了“电击排行榜”，以排行榜的形式介绍世界上各种各样的事象。 

## 脚注
1. 1 2  . ITSearch. 2019-09-04  [2020-03-26]. （原始内容存档于2021-10-18）.
2. ↑  . LogTube. TUUUBE. 2019-03-31  [2021-08-02]. （原始内容存档于2020-10-31）.
3. ↑  motocra. . KAI-YOU. 2019-12-05  [2020-06-20]. （原始内容存档于2022-07-01）.
4. ↑  森田将輝. . KAI-YOU. 2021-07-19  [2021-08-02]. （原始内容存档于2021-08-03）.